# Língua rotokas

Localização de Bougainville

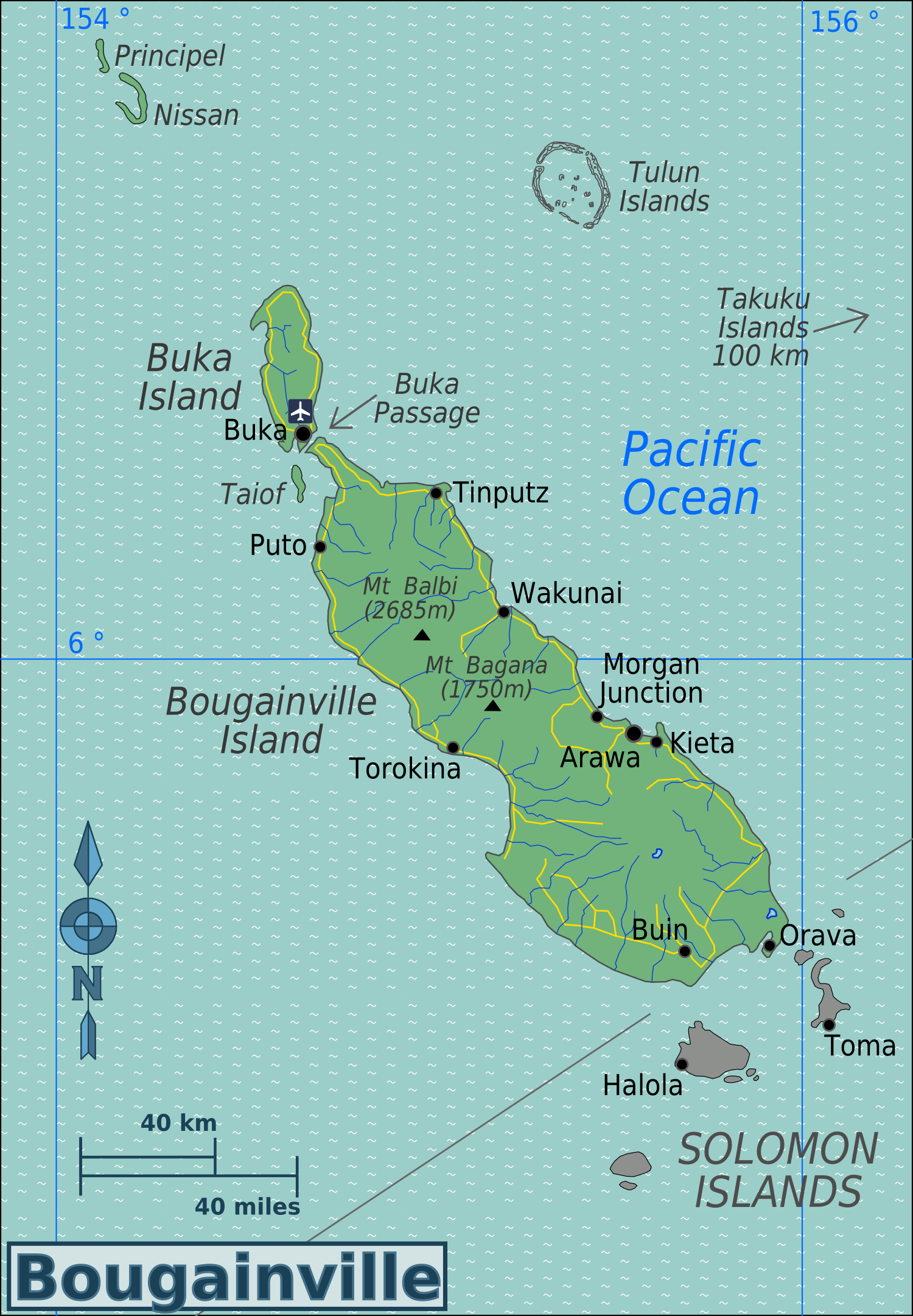
Ilha de Bougainville

O rotokas é um idioma vulnerável da família linguística bougainville setentrional das línguas papuas falado por cerca de 4300 pessoas na ilha de Bougainville, província de Papua-Nova Guiné. A língua é conhecida pela peculiaridade de possuir o menor alfabeto do mundo e, também, o segundo menor conjunto de fonemas segmentais conhecido. As 31 vilas onde a língua é usada estão localizadas nos vales dos rios Wakunai, Red, Aita, e Laruma, cada um correspondendo aproximadamente a um dialeto diferente, respectivamente: Rotokas, Pipipaia, Aita, e Atsilima.

## Fonologia
O rotokas central tem a segunda menor quantidade de fonemas segmentais (apenas a língua pirarrã que não tem forma escrita, possui menos), e, também, possui o menor alfabeto dentre todos idiomas existentes. O alfabeto rotokas, com base no Latino, tem somente 12 letras para apenas 11 Fonemas. As letras são as vogais A E I O U e as consoantes G K P R S T V,com T sendo grafado como S  diante de I e no nome Rotokas e apresentado som idêntico. V por vezes é escrito como B. As vogais longas são representadas por letras duplas. Deve ser ressaltado que, apesar do Rotokas possuir o segundo menor inventário conhecido de fonemas segmentais, a distinção de comprimento vocálico efetivamente deplica o seu inventário de fonemas vocálicos.
O rotokas possui distinção no comprimento vocálico (isso é, todas as vogais possuem forma curta e longa), contudo, carece de características suprassegmentais distintivas, como tom contrastivo ou tonicidade.

### Consoantes
O inventário consonantal compreende os seguintes lugares de articulação: bilabial, alveolar e velar, cada um com uma consoante sonora e uma surda. 
Cada um dos três membros vozeados do dialeto central de Rotokas apresenta ampla variação alofônica compreendendo consoantes oclusivas, fricativas, nasais, líquidas e vibrantes, de forma que é difícil escolher símbolos IPA para representá-los sem que hajam erros. Ainda assim, as consoantes vozeadas estão compreendidas aproximadamente nos seguintes conjuntos alofônicos: [β, b], [ɾ, l, d], e [ɡ, ɣ].
Uma vez que a análise fonêmica tem como preocupação primária distinções, e não detalhes, ao invés de usar a notação de colchetes do IPA, especificando-se exatamente o fonema usado, pode-se usar a notação de barras. Assim, poderiam ser usados para descrever as consoantes vozeadas oclusivas orais os seguintes símbolos: ⟨b, d, ɡ⟩. Equivalentemente, poderiam ser usados ⟨v, r, g⟩ (como de fato são no alfabeto Rotokas), apesar de ⟨v⟩ não pertencer a [β, b].
Em contraponto, as consoantes vozeadas são bem mais constantes, sendo as oclusivas [p, t, k]. A exceção à constância é a letra /t/, que, segundo Robinson (2006)  apresenta um alófono fricativo [s] ou africado [ts] quando diante de [i] no dialeto Aita, e Firchow & Firchow (1969) relatou caso semelhante para o dialeto central 
Dessa forma, as consoantes podem ser classificadas, aproximadamente, de acordo com a seguinte tabela, na qual os alófonos mais frequentes foram escolhidos para representar os fonemas:
|        | Bilabial | Alveolar   | Velar |
| ------ | -------- | ---------- | ----- |
| Surda  | p        | t ~ ts ~ s | k     |
| sonora | b ~ β    | d ~ ɾ ~ l  | ɡ ~ ɣ |

|               | Bilabial | Alveolar   | Velar |
| ------------- | -------- | ---------- | ----- |
| Surda         | p        | t ~ ts ~ s | k     |
| Sonora, Oral  | b ~ β    | d ~ ɾ ~ l  | ɡ ~ ɣ |
| Sonora, Nasal | m        | n          | ŋ     |

Como pode ser observado na tabela acima, o dialeto Aita possui três tipos de oclusivas, as surdas, as sonoras e as nasais. Assim, este dialeto tem nove fonemas consonantais contra os seis do dialeto Central.
Como é possível prever as formas de Rotokas Centrais a partir das de Aita, mas não o contrário (transformando consoantes nasais em suas respectivas versões orais), pode-se concluir que as oclusivas sonoras e nasais do Aita se fundiram na formação do dialeto Central, mostrando que o sistema fonológico da língua nativa de Aita e Rotokas Central era mais semelhante ao Aita, e que o pequeno inventário fonológico de Rotokas Central é uma inovação mais recente..
Por exemplo, bokia (dia) possui o fonema /b ~ β/ tanto em Rotoka Central, quanto Aita, porém, o pronome pessoal em segunda pessoa do plural, "bisi" (vós), começa em /b ~ β/ no dialeto Central, porém com /m/ em seu cognato Aita. Ainda, foram encontrados pares mínimos em Aita ("buta" (tempo) vs. "muta" (gosto)) nos quais a substituição da consoante nasal pela oral traria ambiguidades no dialeto Central, suportando a hipótese de que a lingua materna era mais próxima do Aita.
A ausência de fonemas nasais é um fenômeno bastante incomum e interessante para uma língua. Firchow & Firchow (1969) possui um relato curioso acerca da falta de fonemas nasais no dialeto Central (que eles chamam de Rotokas Proper): "Em Rotokas Proper [...] as nasais são muito raras, exceto quando um falante nativo está tentando imitar a tentativa de um estrangeiro de falar Rotokas. Nesse caso, as nasais são usadas na tentativa da imitação, quer tenham sido pronunciadas pelo falante estrangeiro ou não."

### Vogais
Vogais podem ser tanto longas, e, nesse caso, são grafadas de forma duplicada, ou curtas. Não se tratam meramente de duas formas da mesma vogal, mas de, efetivamente, duas vogais distintas (apesar de comporem apenas um fonema), como as palavras "tupesi" (segundo (ordinal)) e "tuupesi" (enxada) demonstram.
As vogais no Rotokas se organizam da seguinte forma:
|             | Anterior | Central | Posterior |
| ----------- | -------- | ------- | --------- |
| Fechada     | i (iː)   |         | u (uː)    |
| Semifechada | e (eː)   |         | o (oː)    |
| Aberta      |          | a (aː)  |           |

### Estrutura silábica
A estrutura silábica do Rotokas é relativamente simples, consistindo de uma consoante inicial opcional e de um núcleo vocálico ( [C] + V ). Dessa forma, o Rotokas recai em uma região muito restritiva do contínuo linguístico, possibilitando apenas duas formas silábicas de nove com apenas uma vogal (a única possibilidade em Rotokas). Nessa análise, vogais longas são tratadas como apenas uma vogal, apesar de grafadas duplicadas.
O tratamento de sequências vocálicas permanece uma matéria para pesquisa mais aprofundada. Sequências, relativamente compridas podem ser obtidas de certos processos morfológicos, tal qual reduplicação, como em "aioaio.pa.ri.vere" (lanche para a estrada) (onde "." representa a separação silábica), onde a sequêncai de seis vogais resulta da reduplicação do radical verbal "aio" (comer). 

## Ortografia
Uma ortografia prática para o Rotokas foi estabelecida por Irwin Firchow em colaboração com a comunidade Rotokas. Tal ortografia é composta das vogais A E I O U e das consoantes G K P R S T V,com T sendo grafado como S  diante de I e no nome Rotokas e apresentado som idêntico. As vogais longas são representadas por letras duplas. Todos os exemplos nessa página seguem a ortografia prática.

## Gramática

### Pronomes

#### Pronomes Pessoais
Os pronomes mais comuns e recorrentes em Rotokas são os pessoais. Eles variam de acordo com pessoa (1ª, 2ª e 3ª), número (singular, dual e plural), e gênero (masculino, feminino e neutro), bem como clusividade (inclusivo ou exclusivo) para a 1ª pessoa . Os pronomes pessoais são dados na tabela abaixo:
|                     | Singular | Dual     | Plural |
| ------------------- | -------- | -------- | ------ |
| 1ª pessoa inclusiva | ragai    | vegei    | vigei  |
| 1ª pessoa exclusiva | ragai    | vegei    | igei   |
| 2ª pessoa           | vii      | vei      | visii  |
| 3ª pessoa masculina | rera     | vaiterei | voea   |
| 3ª pessoa feminina  | oira     | vairei   | vairo  |
| 3ª pessoa neutra    | va       | varei    | vara   |

Uma curiosidade sobre pronomes (não somente os pessoais, mas todos) em Rotoka é que eles são invariantes à mudança de função gramatical. Um bom exemplo disso é que os pronomes pessoais do caso reto (por exemplo, "eu") são, também, os pronomes pessoais do caso oblíquo ("me"). Por exemplo: "Ragai kasipu-ra-i." (Eu estou bravo.) , e "Ari eera raga ragai tauva-re-vo." (Mas apenas esse me ajudou.).

### Verbos
Os verbos em Rotokas são divididos em duas classes claramente inambiguamente distintas. Tais classes são chamadas de α (alpha) e β (beta). Assim como no português (no qual temos as três conjugações determinadas por -ar, -er e -ir nas formas particípias dos verbos), não há nada de especial que separa as duas classes, sendo que a única peculiaridade é a maior incidência de verbos da classe α. Como no português, existem alguns, poucos, verbos irregulares, mas eles não serão tratados aqui por serem cada um de uma particularidade distinta.
A conjugação dos verbos se dá de uma forma relativamente simples, sendo meramente a adição de dois sufixos, respectivamente, um referente à pessoa, número e gênero, e outro referente ao tempo, modo e aspecto, ao radical verbal. Não há certas formas verbais, presentes no português, no Rotokas, como o gerúndio, o particípio, o infinitivo e o futuro, os quais são indicados por outras palavras, de forma análoga ao "will" no inglês, indicando futuro.
Os sufixos de pessoa, número e gênero estão indicados na tabela abaixo:
| Pessoa    | Número           | Gênero    | α    | β    |
| --------- | ---------------- | --------- | ---- | ---- |
| 1ª pessoa | Singular         |           | -ra  | -a   |
| 1ª pessoa | Dual             | -ve       | -ve  |      |
| 1ª pessoa | Plural Inclusivo | -vio      | -vio |      |
| 1ª pessoa | Plural Exclusivo | -io       | -io  |      |
| 2ª pessoa | Singular         | -u        | -ri  |      |
| 2ª pessoa | Dual             | Masculino | -si  | -si  |
| 2ª pessoa | Dual             | Feminino  | -ere | -ere |
| 2ª pessoa | Plural           |           | -ta  | -ta  |
| 3ª pessoa | Singular         | Masculino | -ro  | -re  |
| 3ª pessoa | Singular         | Feminino  | -o   | -e   |
| 3ª pessoa | Dual             | Masculino | -si  | -si  |
| 3ª pessoa | Dual             | Feminino  | -ere | -ere |
| 3ª pessoa | Plural           |           | -a   | -i   |

Observe que nos espaços em branco na coluna "Gênero", o gênero Rotokas não é definido para as pessoas e números dados.
E os sufixos de tempo, modo e aspecto, nesta outra tabela:
| Tempo, modo, e aspecto   | α     | β      |
| ------------------------ | ----- | ------ |
| Presente                 | -ei   | -voi   |
| Passado Imediato         | -e    | -vo    |
| Passado Distante Próximo | -era  | -vora  |
| Passado Distante         | -erao | -vorao |
| Passado Distante Remoto  | -epa  | -va    |

Os três tempos de Passado Distante são formas do passado não imediato, organizados de acordo com ordem cronológica. Dessa forma, o mais anterior é o Passado Distante Remoto (análogo à "Mais de um ano atrás" ou "Muito tempo atrás"), depois o Passado Distante (Não faz tanto tempo, mas também não pode ser chamado de recente), o Passado Distante Próximo (O que poderia ser introduzido por "Recentemente"), e o Passado Imediato (O que acabou de acontecer).
Um exemplo de construção verbal é "ava-si-epa" ([Os dois] foram [passado distante remoto])), onde "ava" é o verbo "ir". 

### Frase

#### Ordem frasal
As frases apresentam a sequência Sujeito - Objeto - Verbo , com os adjetivos e pronomes posicionados antes do substantivo. Advérbios têm posição livre, embora na maioria das vezes precedam o verbo, como no exemplo seguinte:
"Osirei-toarei avuka-va iava ururupa-vira tou-pa-si-veira." = Os olhos da velha estão fechados.
"Osirei-toarei" (olhos, Substantivo masculino dual) "avuka-va" (velha, Substantivo feminino singular possessivo) "iava" (posposição) "ururupa-vira" (fechados, adjetivo) "tou-pa-si-veira" (estão, verbo na 2ª pessoa masculina dual presente progressivo habitual).

#### Interrogação
Perguntas de Sim ou Não, não diferem em forma de outras sentenças. Perguntas de conteúdo, no entanto, são formada por substituir o constituente questionado por uma palavra interrogativa ("apeisi" (como), "eake" (o que), "ovu" (onde), "eake=pa" (por que) etc.). Palavras interrogativas podem ser modificadas da mesma forma que qualquer outro substantivo. O sufixo =pa ocorre com a palavra interrogativa "eake" (o que) para formar perguntas de razão, causa ou motivo. Exemplos:

"Apeisi ora-siovo-pa-u vovokio?"
"Como vocês dois se sentem hoje?"

"Ovu iare ava-pa-u-ei?"
"Aonde vocês dois vão?"

"Eake=re tara-pa-ri?"
"O que vocês dois procuram?"

"Eake=pa vii upo-re-vo?"
"Por que ele bateu em vocês dois?"

#### Negação
A negação em Rotokas é expressa por meio do negador "viapau" (não / nada), que sempre precede o verbo, podendo ocorrer tanto antes quanto depois do objeto, como em "Viapau vii too-a." ou "Vii viapau too-a." (Eu não vou bater em você.).

## Vocabulário

### Números
Apesar do uso do Tok Pisin paraa contagem ser comum entre falantes de Rotokas, a lingua possui um sistema nativo de contagem, que é baseado no quinário (baseado em múltiplos de 5), porém é decimal posicional como pode ser visto na tabela seguinte:
| Número  | Numeral Português | Numeral Rotokas |
| ------- | ----------------- | --------------- |
| 1       | um                | katai           |
| 2       | dois              | erao            |
| 3       | três              | peva            |
| 4       | quatro            | resiura         |
| 5       | cinco             | vavae           |
| 6       | seis              | katai vatara    |
| 7       | sete              | erao vatara     |
| 8       | oito              | peva vatara     |
| 9       | nove              | reisura vatara  |
| 10      | dez               | katai tau       |
| 100     | cem               | vovoto          |
| 1000    | mil               | tuku            |
| 1000000 | milhão            | ipa             |

Exemplo: 2935 = erao tuku reisura vatara vovoto vo-peva tau vavae